# もてない男
『もてない男』（もてないおとこ）は、ちくま新書より1999年（平成11年）に刊行された比較文学者・小谷野敦の著書である。
表紙の言葉は、
もてないということは別に恥ずべきことではない。また、もてるということはただセックスができるということだと規定したものがあったが、私はこの定義を認めない。好きでもない女百人とセックスしても、もてるとは言えない、という立場に私は立っている。
である。

## 概要
新曜社から1997年（平成9年）に刊行された論文集『男であることの困難――恋愛・日本・ジェンダー』に掲載されている同名のエッセイが元になっている。男女関係を「もてない男」の視点からとらえ直し10万部を超えるベストセラーとなった。
と主張し、恋愛至上主義的な価値観を押し付ける言論人たちを批判した。
と、恋愛を賛美する風潮から抜け出すことの困難さを述べ、最後を、
と締めくくった。この問題は、『退屈論』(弘文堂、2002年)などの、小谷野の後の著作で追求される事になる。

## 構成
全体の構成は、「童貞論」「自慰論」「恋愛論」「嫉妬・孤独論」「愛人論」「強姦・誘惑論」「反恋愛論」の全七章構成である。それぞれの章の末尾に章ごとの主題に沿ったブックガイドが付いている。

### ブックガイドで紹介された本(一部)
1. 童貞を読むためのブックガイド
  - 小谷野敦『男であることの困難』
  - 二葉亭四迷『平凡』
  - 田山花袋『田舎教師』
  - 志賀直哉『暗夜行路』
  - 佐伯一麦『木の一族』
  - 三木卓『ミッドワイフの家』
  - 深沢七郎『東北の神武たち』
  - 高橋留美子『めぞん一刻』
  - 名香智子『パートナー』
  - フレデリック・アミエル『アミエルの日記』
2. オナニスムを極めるためのブックガイド
  - 金塚貞文『オナニズムの秩序』『オナニズムの仕掛け』『オナニスト宣言』
  - ロジャー=アンリ・ゲラン「マスターベーション糾弾!」(『愛と結婚とセクシュアリテの歴史』に収録)
  - 赤川学「オナニーの歴史社会学」(岩波講座・現代社会学10：『セクシュアリティの社会学』に収録)
  - 金閣丈夫『新編　木馬と石牛』
  - 興津要『江戸小噺』
  - 森鷗外『雁』
  - 倉橋由美子『スミヤキストQの冒険』
  - ドウォーキン『ポルノグラフィー』『インターコース』
  - 吉澤夏子『フェミニズムの困難』
  - 林美一『江戸の枕絵師』
3. 恋愛を深めるためのブックガイド
  - 橋本治『恋愛論』
4. 孤独を癒すためのブックガイド
  - 井上章一『美人論』
  - ヴェブレン『有閑階級の理論』
  - 大越愛子・源淳子『解体する仏教』
  - 永田えり子『道徳派フェミニスト宣言』
  - 山田太一『異人たちとの夏』
  - 村上龍『イン　ザ・ミソスープ』
  - ルソー『孤独な散歩者の夢想』
  - ドストエフスキー『地下室の手記』
5. 愛人を掘り下げるためのブックガイド
  - 黒岩涙香『弊風一斑　畜妾の実例』
6. 強姦を考えるためのブックガイド
  - ティモシー・ベイネケ『レイプ・男からの発言』
7. 恋愛を超克するためのブックガイド
  - 松田道雄『恋愛なんかやめておけ』
  - 神島二郎『日本人の結婚観』
  - 長谷川三千子『からごころ』収録の「やまとごころと『細雪』」
  - 山本おさむ『どんぐりの家』
  - 高峰秀子『わたしの渡世日記』
  - 倉橋由美子『夢の浮橋』

## 書誌情報
- 『もてない男　恋愛論を超えて』筑摩書房〈ちくま新書 186〉、1999年1月19日。ISBN 4-480-05786-2。

## 関連文献
- 小谷野敦『男であることの困難――恋愛・日本・ジェンダー』新曜社、1997年10月31日。ISBN 4-7885-0622-X。
- 「著者に訊け――小谷野敦氏「もてない男」」『週刊ポスト』第31巻17号（通号 1487）、小学館、1999年4月30日、135-137頁。
- 「文芸評論家小谷野敦が書いた「もてない男」大モテの秘密」『週刊文春』第41巻18号（通号 2028）、文藝春秋、1999年5月13日。
- 小谷野敦「「もてない男」の売買春論――愛なき性の不毛を独り慨嘆する!」『諸君!』第31巻第12号、文藝春秋、1999年12月、235-245頁、ISSN 0917-3005。
- 「全国男性8割必読特別インタビュー 「超」ロングセラーの著者小谷野敦氏が贈る「もてない男」の「LOVE論」」『週刊宝石』第20巻10号（通号 886）、光文社、2000年3月16日、54-56頁。
- 「「もてない男」小谷野敦が"裏切り"の結婚 お相手は年上の大学講師」『週刊文春』第42巻11号（通号 2071）、文藝春秋、2000年3月23日、179-180頁。
- 小谷野敦『退屈論』弘文堂〈シリーズ生きる思想 1〉、2002年6月。ISBN 4-335-00051-0。
  - 小谷野敦『退屈論』河出書房新社〈河出文庫 こ11-1〉、2007年10月6日。ISBN 978-4-309-40871-2。
- 小谷野敦「もてない男の恋愛談義――動物学の常識で読み解けば男と女は難しくない」『文藝春秋』第81巻第6号、文藝春秋、2003年5月、342-348頁。
- 小谷野敦「「もてない男」結婚相談所へ行く」『新潮45』第24巻7号（通号 279）、新潮社、2005年7月、206-211頁。
- 小谷野敦『帰ってきたもてない男　女性嫌悪を超えて』筑摩書房〈ちくま新書 546〉、2005年7月5日。ISBN 4-480-06246-7。
- 小谷野敦「"もてない男"の私的恋愛史 私は女性に高望みをしているだろうか」『婦人公論』第92巻14号（通号 1228）、中央公論新社、2007年7月7日、46-48頁。
- 柴田葵「ブログでの交際9ヵ月、会って2回目でプロポーズ! "もてない男"との結婚顛末記」『婦人公論』第92巻20号（通号 1234）、中央公論新社、2007年10月7日、154-157頁。
- 小谷野敦『もてない男訳　浮雲』二葉亭四迷 原著、河出書房新社、2010年2月23日。ISBN 978-4-309-01963-5。

## 外部サイト
- 筑摩書房 もてない男　─恋愛論を超えて